# テオ・コルベアヌ
テオ・アレクサンダー・コルベアヌ（Theodor Alexander Corbeanu、2002年5月17日 - ）は、カナダ・オンタリオ州ハミルトン出身のサッカー選手。グラナダCF所属。ポジションはFW。

## クラブ経歴
2018年8月1日、カナダのトロントFCからイングランドのウルヴァーハンプトン・ワンダラーズFCのアカデミーへ移籍し、2020年10月に同クラブとプロ契約を交わした。そして2021年5月16日、プレミアリーグのトッテナム・ホットスパーFC戦にて、後半開始から途中出場してトップチームデビューを果たしたが、試合には0-2で敗れた。
2021-22シーズン以降はEFLチャンピオンシップのクラブやドイツのアルミニア・ビーレフェルト、スイスのグラスホッパー・チューリッヒといったクラブへ短期間のレンタル移籍を繰り返すが、レンタル元であるウルヴァーハンプトン・ワンダラーズでのトップチーム定着は叶わなかった。
2024年2月1日、プリメーラ・ディビシオンに所属していたグラナダCFへ完全移籍し、2年半契約を結んだ。

## 代表経歴
ルーマニア出身の両親の下カナダに生まれたため、ルーマニアとカナダの国籍を保有している。世代別代表ではルーマニアを選択したが、2021年5月25日、2022 FIFAワールドカップ・予選のバミューダ諸島代表戦にて、77分に途中交代でカナダ代表デビューを飾った。なお、この試合では代表初ゴールとなる得点を挙げ、5-1での大勝に貢献している。

## タイトル

### 個人
- カナダ年間最優秀若手選手賞 : 1回 (2021)